# Samuel Koechlin
Samuel Koechlin (* 29. März 1925 in Basel; † 25. Januar 1985 ebenda) war ein Schweizer Manager.

## Leben und Werk
Alphons Samuel Koechlin war ein Sohn des Hartmann Koechlin und der Marguerite, geborene Rhyner (1895–1989).
Als Enkel des Politikers und Offiziers Carl Koechlin sowie Urenkel des Unternehmers Alphons Koechlin entstammte er dem elsässischen Ast der weitverzweigten Familie Koechlin. Sein Vater wie auch sein Onkel Carl Koechlin-Vischer waren Führungspersonen im Chemieunternehmen J. R. Geigy AG in Basel. Samuel Koechlin besuchte das Gymnasium am Münsterplatz in Basel. Es folgte ein Rechtsstudium an der Universität Basel. Dort wurde er 1949 mit der Arbeit Schutz und Rechte der Minderheiten im schweizerischen Aktienrecht promoviert. In Studien- und Praktikumsaufenthalten in Paris, London und New York ergänzte er seine Ausbildung. Sein beruflicher Einstieg erfolgte bei einer Niederlassung der Schweizerischen Kreditanstalt (heute Credit Suisse) in New York. 1952 trat auch er in die Firma J. R. Geigy AG ein und arbeitet in der Geigy Corporation Inc. In New York. Es folgten Einsätze in verschiedenen Bereichen der in Farbstoff- und Agrochemie wie auch zunehmend der Pharmazeutik weltweit tätigen Firma. Seine Erfahrungen in den USA wurden prägend für seine spätere Tätigkeit in Kaderpositionen der Firma. 1963 wurde er zum Direktor befördert. Er setzte seit 1965 seine Karriere als Vorsitzender des geschäftsleitenden Ausschusses fort.
1967 machte die von ihm geführte Firma J. R. Geigy AG mehr Umsatz als die lokalen Konkurrenten Ciba AG, Hoffmann-La Roche und Sandoz. Zusammen mit seinem Onkel Carl Koechlin als Verwaltungsratspräsident von Geigy führte er langwierige Verhandlungen mit der Konkurrenzfirma Ciba AG in Hinblick auf eine Fusion, welche 1970 erfolgte. Es handelte sich damals um den bisher grössten Zusammenschluss zweier Schweizer Firmen. Samuel Koechlin wurde 1972 Konzernleiter der neu formierten Firma Ciba-Geigy AG. Er leitete die Firma auch während schwierigerer Zeiten bis ihn eine Lungenerkrankung ab 1980 zunehmend schwächte.

## Weitere Tätigkeiten
- Verwaltungsrat bei den Schweizer Firmen Basler Versicherung, Schweizerische Kreditanstalt, Sulzer AG, Ciba-Geigy

## Privat
Seit seiner Jugendzeit war er begeisterter Reiter. Er nahm an Pferderennen teil. In Vorausscheidungen qualifizierte er sich für die Olympiateilnahme 1956 in Stockholm. Bei diesen Veranstaltungen lernte er auch seine zweite Frau Pat Smythe kennen, welche mit ihm die Begeisterung für den Reitsport teilte.
Koechlin war zweimal verheiratet und hatte insgesamt fünf Kinder. Sein Sohn Dominik Koechlin aus erster Ehe wurde seinerseits ein bekannter Schweizer Manager.